# Gutkowo (Olsztyn)

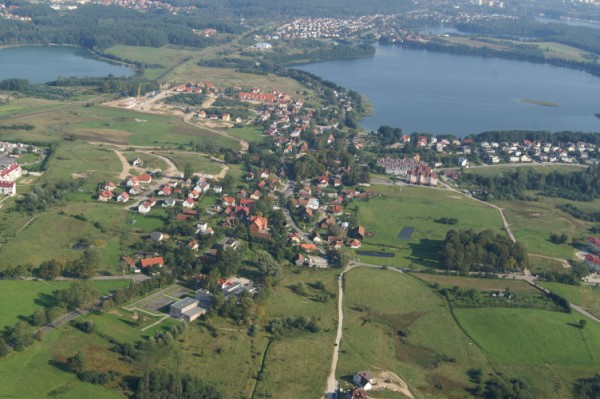
Gutkowo z lotu ptaka – widok w stronę miasta

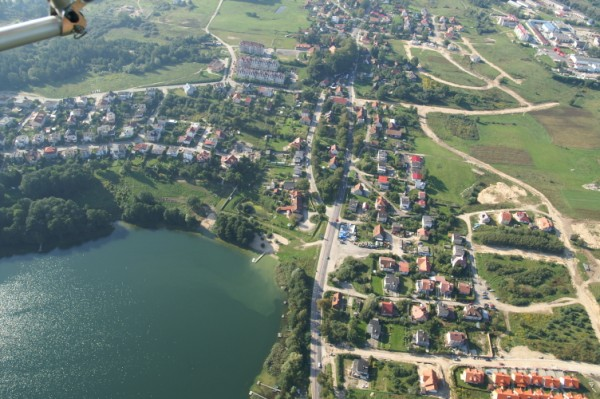
Gutkowo z lotu ptaka – widok od strony miasta

Gutkowo (warm. Gietkowo, niem. Göttkendorf) – osiedle (jednostka pomocnicza gminy), część oficjalnego podziału administracyjnego Olsztyna, położone w północno-zachodniej części miasta, nad Jeziorem Ukiel (Krzywym). Dawniej podolsztyńska wieś, której część obszaru w 1987 włączono do granic administracyjnych miasta jako osobną dzielnicę. Na terenie osiedla znajdują się jeziora Redykajny i Tyrsko. Administracyjnie osiedle Gutkowo obejmuje osiedle Łupstych.

## Historia osiedla
Nazwa Gutkowo wywodzi się od pruskiego zasadźcy o nazwisku Godeken. Była to osada rdzennie pruska, założona w 1352. W latach 1375–1400 zbudowano tu kościół filialny parafii św. Jakuba w Olsztynie. W 1656 wieś figuruje pod nazwą Getkowo' i były w niej dwie karczmy. W 1871 powstała samodzielna parafia, od tego czasu pochówki odbywały się na miejscowym cmentarzu. W 1884 powstał przystanek kolejowy. W latach międzywojennych Gutkowo spełniało w pewnej mierze funkcje rekreacyjne dla Olsztyna. Kursował tam statek wycieczkowy. W latach trzydziestych zabudowa wsi rozwinęła się wzdłuż szosy w kierunku Olsztyna. W 1987 część obszaru wsi (291,73 ha) włączono do granic miasta jako osobną dzielnicę, która rozrasta się na południe od ul. Bałtyckiej, tworząc osiedla domków jednorodzinnych.
W latach 1954–1965 wieś należała i była siedzibą władz gromady Gutkowo, po jej zniesieniu w gromadzie Jonkowo. 

## Zabytki

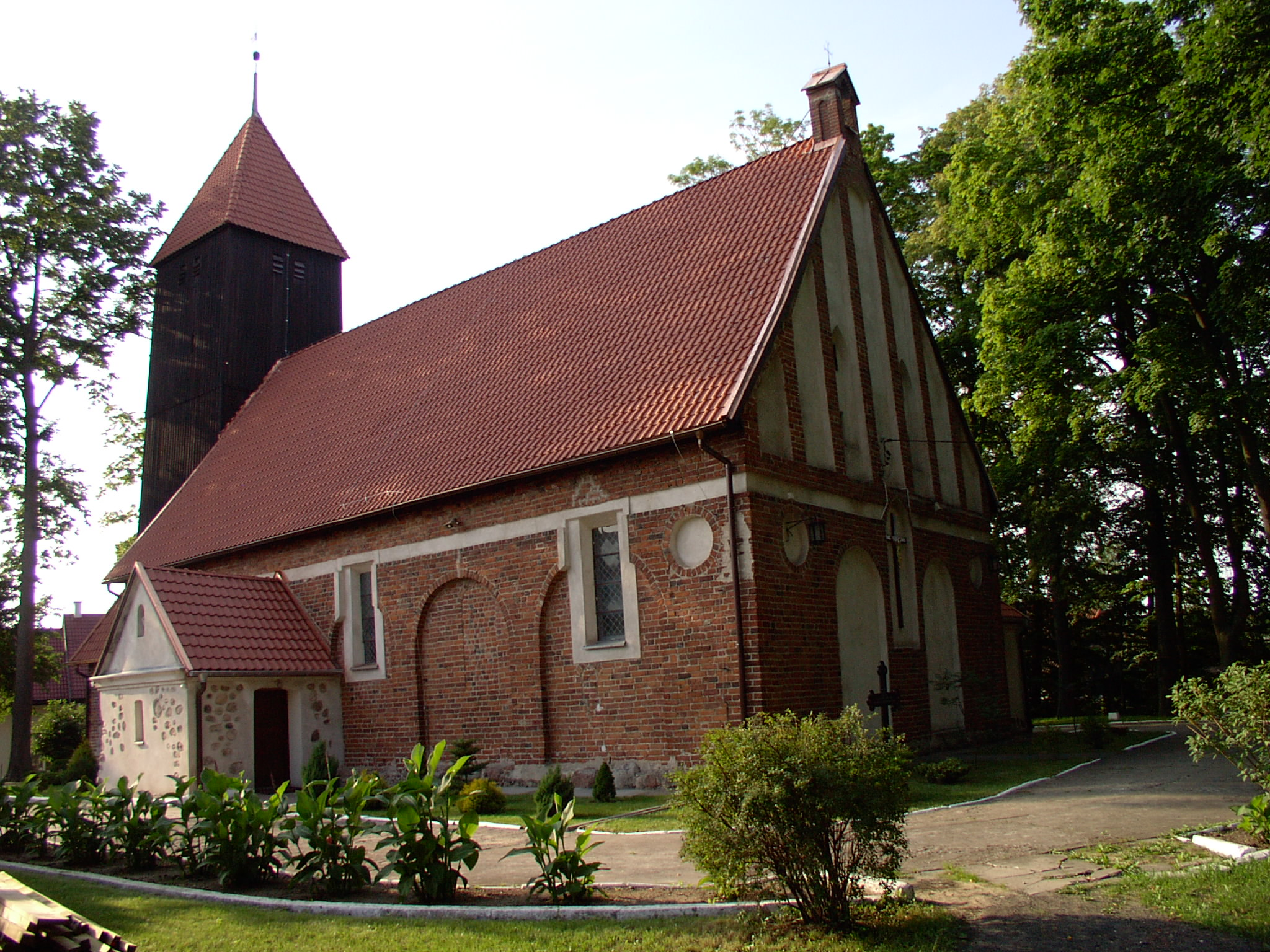
Gotycki kościół w Gutkowie

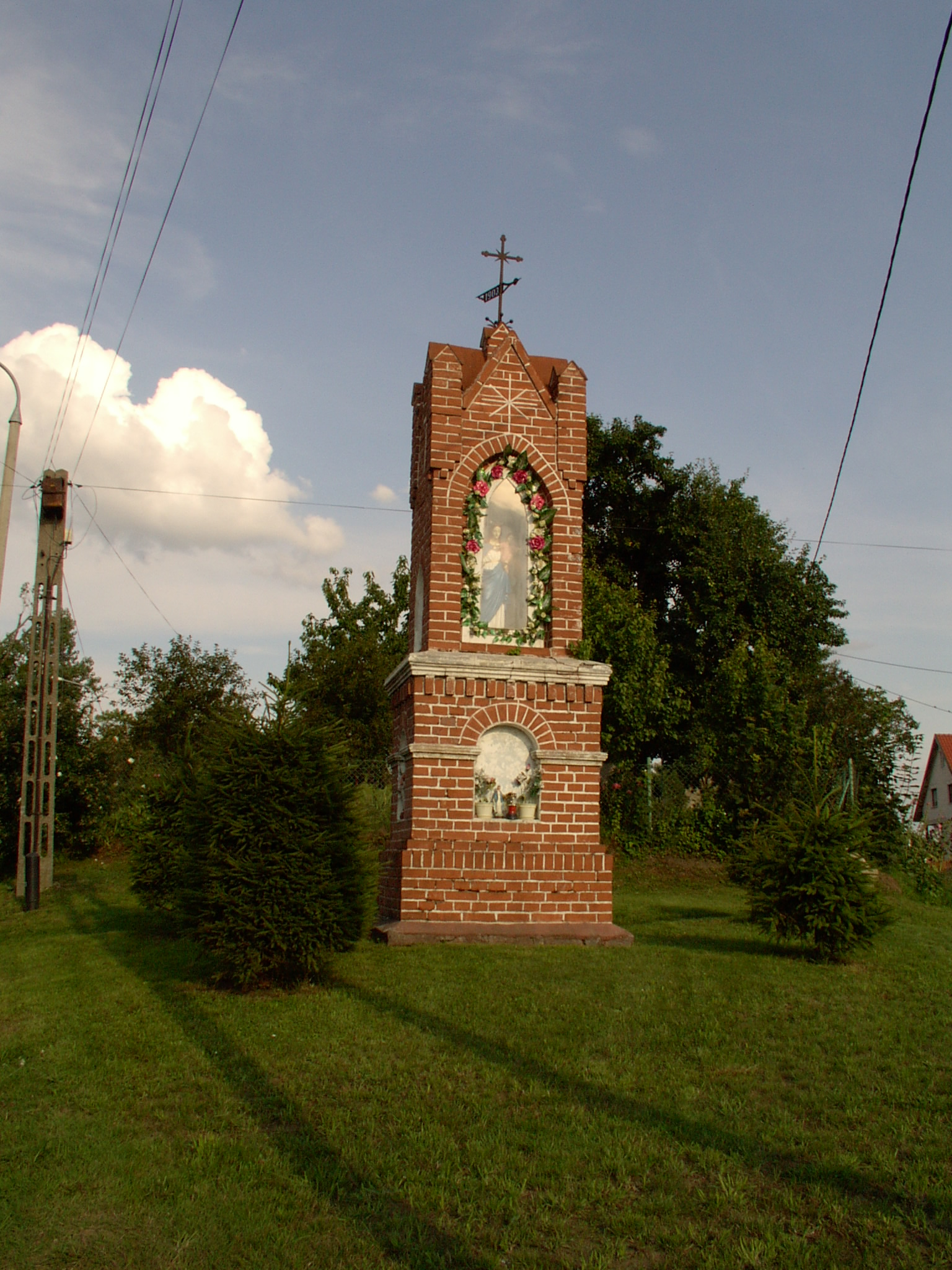
Kapliczka przydrożna w Gutkowie

- kościół parafialny pod wezwaniem św. Wawrzyńca z XIV wieku
- kapliczka przydrożna wybudowana po roku 1850 przy ul. Bałtyckiej
- kapliczka przydrożna z roku 1903, ul. Bałtycka 170
- kapliczka przydrożna z roku 1903, ul. Żurawia 7

## Granice osiedla
- od północy: granicę stanowi granica miasta Olsztyna.
- od wschodu: granica przebiega od granic miasta Olsztyna w kierunku południowym do jeziora Redykajny i dalej wschodnim brzegiem tegoż jeziora do granic obrębu ewidencyjnego nr 154, tu załamuje się w kierunku południowo-wschodnim i biegnie dalej granicą obrębu nr 154 do ul. Bałtyckiej (przecina ul. Bałtycką na zachód od ul. Krańcowej), następnie podąża południowym skrajem ul. Bałtyckiej do jeziora Ukiel i graniczy z zachodnią stroną osiedli Likusy i Redykajny. Dalej przebiega południowo-zachodnim brzegiem jeziora Ukiel do styku obrębów ewidencyjnych 145 i 45. Tu załamuje się w kierunku południowym i dąży do granic miasta Olsztyna i graniczy z zachodnią stroną osiedla Dajtki.
- od południa: granicę stanowi granica miasta Olsztyna.
- od zachodu: granicę stanowi granica miasta Olsztyna.

## Ważniejsze obiekty
- Stacja kolejowa Gutkowo
- Remiza Ochotniczej Straży Pożarnej
- Kościół pw. św. Wawrzyńca
- Szkoła Podstawowa nr 19 im. Mikołaja Kopernika
- PKN Orlen Baza Magazynowa nr 61
- Ośrodek Szkolenia Komendy Wojewódzkiej Państwowej Straży Pożarnej
- Orlik
- Stacja Benzynowa BP
- Hotel Manor
- Camping Ukiel
- Cmentarz Parafialny

## Komunikacja
- Ulice

Główną drogą osiedla jest ul. Bałtycka. Stanowi część drogi wojewódzkiej nr 527. Stwarza również mieszkańcom Gutkowa możliwość dojazdu do centrum Olsztyna. Z Gutkowa ul. Żurawią można dostać się do Łupstychu. Większość małych uliczek tworzących szereg międzyosiedlowych dróg, swe nazwy zawdzięcza gatunkom ptaków np. ulica Bociania, Pawia czy też Kanarkowa.
- ul. Poranna

Ulica położona w południowej części osiedla. Znana z tego, że zamieszkują ją geodeci. Przez miejscowych określana również jako ulica „Geodetów”. Jest jedną z najdłuższych ulic Gutkowa. Po części północnej ulicy znajdują się bloki, po południowej zaś przeważają domki jednorodzinne.
- Autobusowa komunikacja miejska

Na terenie osiedla znajdują się 2 pętle autobusowe. Przez jej teren przebiegają trasy 3 linii dziennych oraz jednej nocnej: 106, 107, 111, 145 oraz N02. Jeżdżą tędy również busy „U Grzesia” – 345 i 346, które kończą swoje trasy w Warkałach i Morągu. W Łupstychu znajduje się pętla autobusowa, na której cześć swych kursów kończą autobusy linii numer 107. Pierwszy autobus MPK pojawił się w Gutkowie w 1975 roku. Był to pojazd linii numer 11, jeżdżący wówczas na plac Roosevelta. Dziś autobus ten dociera do osiedla Nagórki.
- Dworce PKP

Na terenie Gutkowa znajduje się Dworzec Gutkowo PKP. Jest on usytuowany w pobliżu ul. Bałtyckiej (na ul. Sokolej). Tor przebiegający przez dworzec w Gutkowie umożliwia połączenie kolejowe Olsztyna i wschodniej z zachodnią i północną częścią Polski. Budynek dworca jest wyłączony z użytkowania.

## Szlaki turystyczne
Przez teren dzielnicy przebiega  czarny szlak im. Alojzego Śliwy.

## Historia Ochotniczej Straży Pożarnej
1 marca 1947 zawiązano we wsi Gutkowo Ochotniczą Straż Pożarną. Remiza od początku istnienia OSP znajduje się w samym centrum Gutkowa, obecnie jest to ul. Bałtycka. Jednostka gutkowskiej straży posiada zabytkową kronikę, która jest prowadzona od 1974 roku, w związku z czym szczegółowa działalność ochotników w latach 1946–1973 jest znana jedynie z opowieści. Późniejsze lata funkcjonowania strażnicy to szereg zawodów, o czym świadczy ogrom zebranych dyplomów i pucharów zdobiących ściany remizy. Jednak podstawą działalności od zawsze były akcje gaśnicze. W 1975 druhowie pracowali w czynie społecznym przy budowie Ośrodka Szkolenia Komendy Wojewódzkiej w Gutkowie. Remiza oprócz siedziby strażaków pełniła również funkcję lokalnego ośrodka kultury. Akademie z okazji Dnia Strażaka, okolicznościowe bale i zabawy, a także codzienne spotkania towarzyskie na stałe wpisały się w życie strażnicy OSP. W miarę upływu lat, jednostka wzbogacała się w specjalistyczny sprzęt pożarniczy, zmieniały się samochody, a także przybywało coraz więcej młodych ochotników.
W 1987 OSP świętowała 40-lecie swojego istnienia oraz otrzymała nowy wóz bojowy typu GBA 2,5/16. Samochód został przekazany z Ośrodka Szkolenia i służy do dziś.
W 1994 jednostka, zdobywając I miejsce w Wojewódzkich Zawodach Sportowo-Pożarniczych, wywalczyła nowoczesną motopompę pływającą. W tym samym roku Ochotnicza Straż Pożarna Olsztyn-Gutkowo została wpisana do rejestru Stowarzyszeń Sądu. Kolejnym sukcesem sportowym było zajęcie II miejsca w zawodach sportowo-pożarniczych w Reszlu. Nagrodą były: piła do betonu oraz piła do drewna marki STIHL.
Podczas obchodów 50-lecia pracy OSP w Gutkowie odbyły się jubileuszowe zawody sportowo-pożarnicze, uroczysta akademia z udziałem przedstawicieli władz lokalnych i samorządowych, a także kadr kierowniczych Państwowych i Ochotniczych Straży Pożarnych. Zostały wręczone nagrody, wyróżnienia, odznaczenia, medale, listy pochwalne. Powodem do świętowania był także jubileusz 30-lecia służby na rzecz OSP członków zarządu: naczelnika Kazimierza Kochańskiego, sekretarza Jana Kokiernak i skarbnika Reinholda Foksa. Jubilaci otrzymali z rąk Prezydenta m. Olsztyna, Czesława Jerzego Małkowskiego, podziękowania i nagrody.
Nowym i niezbędnym narzędziem pracy strażaka stały się radiotelefony przenośne, które w 2000 trafiły na stan OSP Gutkowo. Wielokrotnie druhowie angażowali się w organizację świąt kościelnych, festynów rodzinnych, imprez sportowych i okolicznościowych na terenie Olsztyna.
Aktualnie jednostka posiada nowoczesny sprzęt ratowniczy, który jest używany podczas różnych zawodów, pokazów czy ćwiczeń. W skład tego sprzętu wchodzi zestaw ratownictwa medycznego psp r1 oraz aparaty nadciśnieniowe firmy AUER. Priorytetem w najbliższych latach jest wymiana przestarzałego, ponad trzydziestoletniego samochodu oraz zakup narzędzi hydraulicznych.
We wrześniu 2007 jednostka obchodziła 60. rocznicę istnienia.
W dniu 26 listopada 2013 roku jednostka została włączona do Krajowego Systemu Ratowniczo-Gaśniczego. Obecnie jednostka posiada trzy samochody ratowniczo-gaśnicze oraz łódź.